# Football Club Soleure
Maillots
Le FC Solothurn est un club suisse de football basé à Soleure, dans le canton éponyme. 
De 1925 à 1931, le club évolue au sein de l'élite du football suisse.

## Palmarès
- Coupe horlogère
  - Vainqueur : 1998